# Valfin-sur-Valouse
Valfin-sur-Valouse è un comune francese di 89 abitanti situato nel dipartimento del Giura nella regione della Borgogna-Franca Contea.

## Società

### Evoluzione demografica
Abitanti censiti